# Le Petit Jeune Homme
Pour plus de détails, voir Fiche technique et Distribution.
Le Petit Jeune Homme est un film muet français réalisé par Louis Gasnier et sorti en 1909.

## Fiche technique
- Réalisation : Louis Gasnier
- Scénario : Max Linder
- Société de production : Pathé Frères
- Société de distribution : Pathé Frères
- Métrage : 145 mètres
- Durée : 4 minutes
- Date de sortie : 
  - France : 15 octobre 1909

## Distribution
- Max Linder : Isidore Panachon, le jeune collégien